# Руднева, Любовь Саввишна
Любовь Саввишна Руднева (настоящая фамилия Фейгельман; 17 ноября 1914, Рига — 12 марта 2003, Москва) — русская советская писательница, литературовед, театровед, мемуарист.

## Биография
Родилась в еврейской семье, рано осталась без родителей. Училась в школе эстетического воспитания для высокоодарённых детей. В 1935 году окончила театроведческий факультет Театрального института. Выступала чтецом со стихами Блока, Есенина, Маяковского, Хлебникова как член «Бригады Маяковского», а также в концертах Владимира Яхонтова и Дмитрия Журавлёва. Работала литсотрудником в молодёжном журнале «Затейник». По приглашению В. Мейерхольда вела мастерскую современного слова, а также работала (в 1935—1938 гг.) в научно-исследовательской лаборатории его театра.
Всесоюзную известность ей принесло посвящённое ей стихотворение поэта Ярослава Смелякова «Любка» — Любовь Руднева и есть та самая Любка Фейгельман.
Участница Великой Отечественной войны — участвовала в освобождении Крыма и Севастополя; была лектором Главпура ВМФ, находилась на кораблях Черноморского и Северного флотов, бригады траления Дунайской военной флотилии.
В 1946 году окончила Литературный институт имени А. М. Горького. С 1946 года — член КПСС. Работала в музее В. Маяковского, преподавала в Литературном институте.
С 1956 года — член Союза писателей СССР. Член Международной ассоциации маринистов.
Похоронена на Троекуровском кладбище.

### Семья
Муж (1935—1941) — актёр Эраст Гарин (1902—1980).
Дочь Алёна в молодости покончила жизнь самоубийством. Дочь Ольга Гарина (род. в 1941)), искусствовед и автор книг для детей.
Муж — прозаик Юрий Полухин (1931—1980), член Союза писателей СССР. Вместе с мужем и дочерью Ольгой Л. С. Руднева-Фейгельман с 1967 года жила в ЖСК «Советский писатель»: Красноармейская улица, д. 29 (до 1969: 2-я Аэропортовская ул., д. 18).

## Творчество
Большинство своих книг («Память и надежда», «Последние листригоны», «Голос из глубин», «Странная земля», «Моя бухта», «Сердце брата» и др.) посвятила людям моря: судьбе Севастополя, исследователям глубин океанов, учёным-океанологам, мореходам, строителям научных кораблей.
Автор книг о болгарском поэте Н. Вапцарове, В. Маяковском.
Опубликованы её воспоминания о В. Мейерхольде, В. Маяковском, Д. Шостаковиче и других деятелях искусства («Дом на Брюсовском»).
Автор-составитель «Записок корреспондента» военкора, автора книги «Севастопольцы» Александра Моисеевича Хамадана.
Ей принадлежат литературные обработки воспоминаний большевиков Маргариты Васильевны Фофановой, Николая Александровича Емельянова, Раисы Борисовны Борисовой.

### Избранные произведения
- Полухин Ю. Д., Руднева Л. С. Сквозь годы и горы. — М.: Сов. Россия, 1981. — 256 с. — 30 000 экз.
- Руднева Л. С. Встречи и верность : Рассказы : [Для ст. шк. возраста]. — М.: Детгиз, 1960. — 286 с. — (Разделы: Память. - Огонь Севастополя). — 90 000 экз. || . — М.: Дет. лит., 1986. — 286 с. — (Содерж.: Сын Тараса; Встреча с Данилой; Иван-Цветок и Иван-Чугунок; Иван-Голубок и Иван-Казачок; Иштван и Зельма; Переправа; Память; Дети Сулака; Детство Тараса; Звезда Вана, и др. рассказы). — 100 000 экз.
- Руднева Л. С. Голос из глубин : Роман. — М.: Сов. писатель, 1983. — 479 с. — 30 000 экз. || . — М.: Сов. писатель, 1990. — 479 с. — 100 000 экз. — ISBN 5-265-01183-8.
- Руднева Л. С. Дом на Брюсовском : [эссе]. — М.: Композитор, 2005. — 342 с. — ISBN 5-85285-711-4.
- Руднева Л. С. Коронный свидетель : Роман : [Для стар. возраста]. — М.: Дет. лит., 1970. — 207 с. — 70 000 экз.
- Руднева Л. С. Малая исповедь : [Проза]. — М.: РБП, 1995. — 7 с. — (Рекламная библиотечка поэзии; 50 лет Великой Победы). — 1000 экз. — ISBN 5-7612-0242-5.
- Руднева Л. С. Моя бухта : Повести : [Для сред. и старш. школьного возраста]. — М.: Дет. лит., 1964. — 240 с. — (Содерж.: Последний рейс в Камышовую; Полковник Фрол и античный парень; Клоун Эрга и его предки; Вернулся; Поиски лейтенанта; Ночное признание).
- Руднева Л. С. На расстоянии голоса : Рассказы : [Для сред. и старш. возраста]. — М.: Дет. лит., 1969. — 287 с. — (Содерж.: Коля Емельянов; Две исповеди; Спор; Чапаевские Канны; Письмо; Мелодия Глюка; Мадьяр; На святках; К небу прикасались ветви; За море синеволное; и др. рассказы). — 50 000 экз.
- Руднева Л. С. Никола : Повесть [о болгар. поэте коммунисте Н. Вапцарове]. — М.: Детгиз, 1955. — 424 с. — 30 000 экз. || . — М.: Сов. писатель, 1962. — 442 с. — 50 000 экз.
- Руднева Л. С. Никола Йонков Вапцаров — поэт болгарского народа // Вапцаров Н. Й. Стихотворения. — София, 1952. — С. 7—18.
- Руднева Л. С. Память и надежда : Роман. — М.: Сов. писатель, 1967. — 503 с. — 30 000 экз. || . — М.: Сов. писатель, 1976. — 527 с. — 100 000 экз.
- Руднева Л. С. Последние листригоны : Роман : [Для ст. возраста]. — М.: Дет. лит., 1976. — 256 с. || . — 2-е изд. — М.: Дет. лит., 1983. — 254 с. — 100 000 экз.
- Руднева Л. С. Сердце брата : Рассказы : [Для сред. и старш. возраста]. — М.: Детгиз, 1963. — 255 с. — (Содерж.: Керидос Амигос; Джанкой кубинский; До свидания!; Коля Емельянов; К небу прикасались ветви; За море синеволное; Смоленский; У Генуэзской башни; Тишина; Валя Елина; и др. рассказы). — 65 000 экз.
- Руднева Л. С. Странная земля : Роман. — М.: Сов. писатель, 1974. — 407 с. — 30 000 экз.
- Фейгельман Л. С. Маяковский в странах народной демократии — Чехословакии, Болгарии, Польше. — М.: Сов. писатель, 1952. — 488 с. — 20 000 экз.

## Отзывы
В рассказах Рудневой об обороне Севастополя почти все имена подлинные — мы ведь и сегодня гордимся подвигами этих людей… Я встречал их в боях, это были мужественные люди. Многие из них отдали не только свою кровь, но и жизнь…— И. Ф. Чухнов, генерал-полковник технических войск (цит. по:)